# الکساندر استیه
الکساندر استیه فرانسوی: Alexandre Astier‎ (زاده ۱۶ ژوئن ۱۹۷۴) بازیگر، تدوین‌گر و نمایشنامه‌نویس فرانسوی است.
از فیلم‌های معروف او می‌توان به بازی در فیلم آستریکس در بازی‌های المپیک، خندیدن با صدای بلند و کَـمِـلوت و همچنین فیلم کاملوت اشاره کرد.